# 神奈川県立花と緑のふれあいセンター 花菜ガーデン

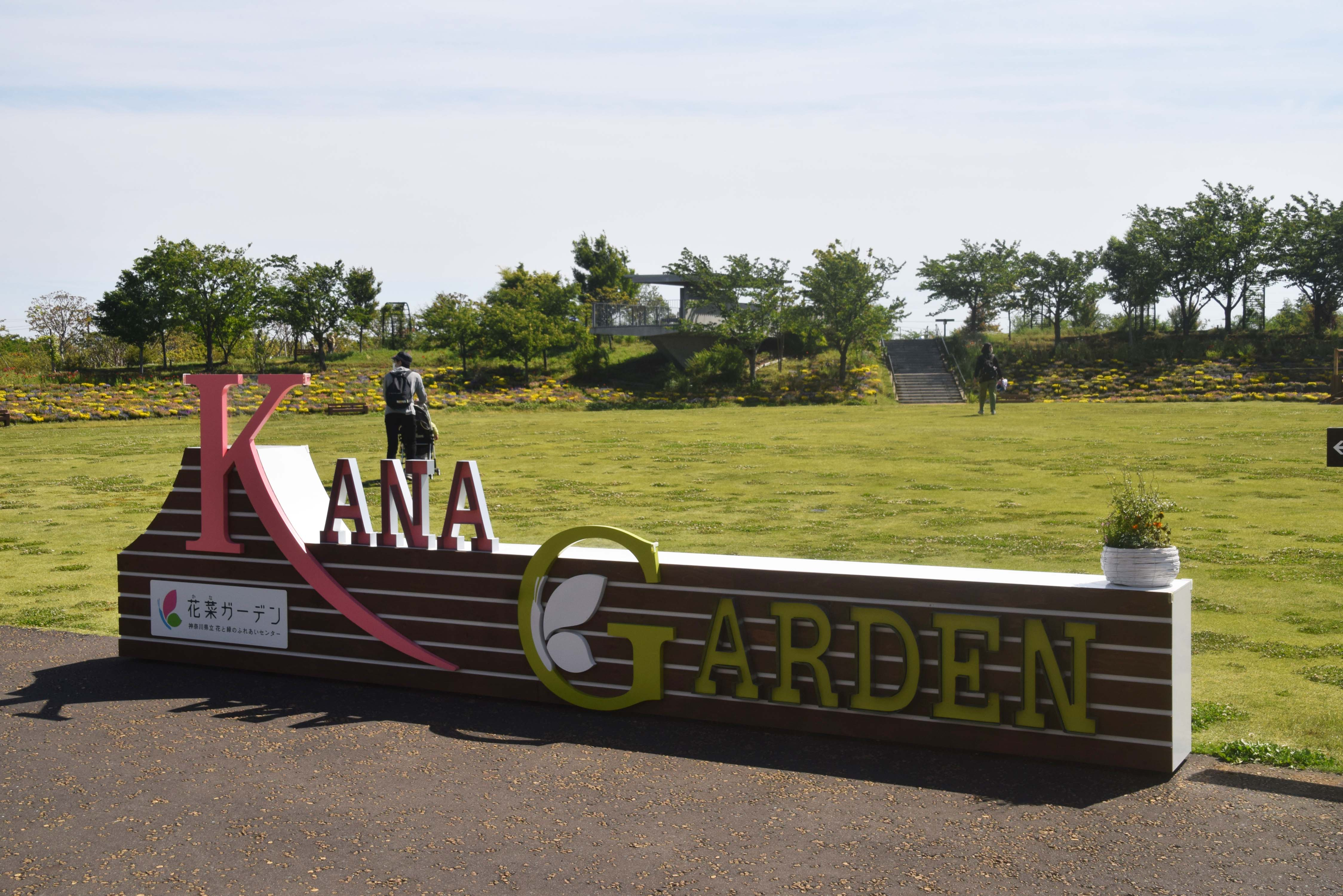
花菜ガーデンの花と野菜園への入り口

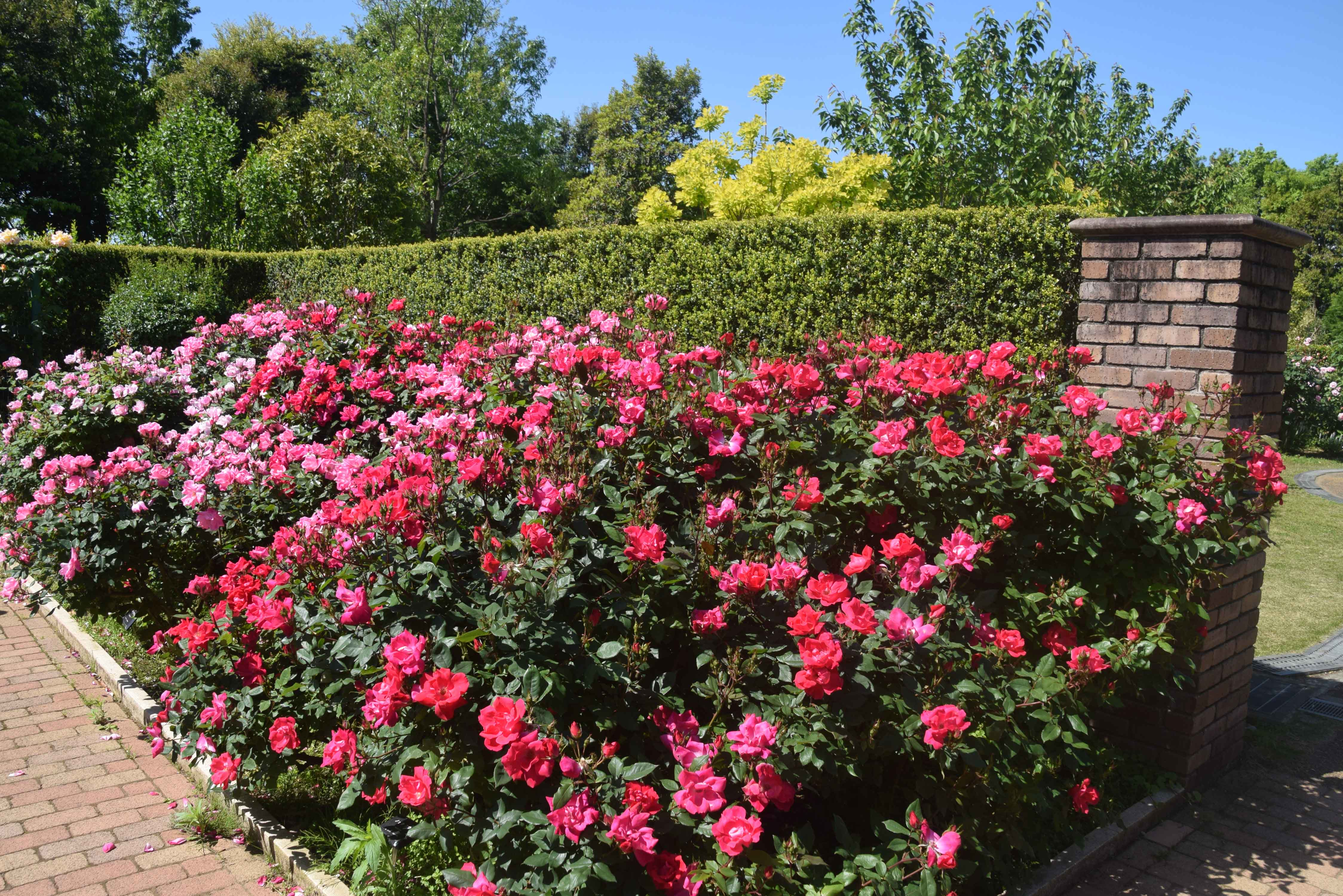
花菜ガーデンで、5月初旬にはバラの花が満開

神奈川県立花と緑のふれあいセンター 花菜ガーデン（かながわけんりつはなとみどりのふれあいセンター かなガーデン）は、神奈川県平塚市寺田縄にある植物園。オリエンタルランドグループ・グリーンアンドアーツの特別目的会社かながわGAパートナーズがPFI方式によって建設、管理している。

## 概要
正式名称は『神奈川県立花と緑のふれあいセンター』であり、『花菜ガーデン』は一般に公募して付けられた愛称である。
旧・神奈川県農業総合研究所の跡地に建設され2010年3月1日にオープンした。総面積は92,000平方メートル。５月初旬に満開にあるバラ園が特に有名で、園内には約1,300品種、2,300株が植えられていて、原種から現代のバラまで、系統・分類ごとに楽しめるようになっている。
園内のコンセプトはチェコの作家で、著書『園芸家12か月』もあり、園芸家としても知られるカレル・チャペックの暮らしを手本とし、日常生活の中に「園芸」をプラスするという提案をしている。そのため、園内にはプラハに現存するチャペックの家と庭園をイメージした展示も行なわれている。

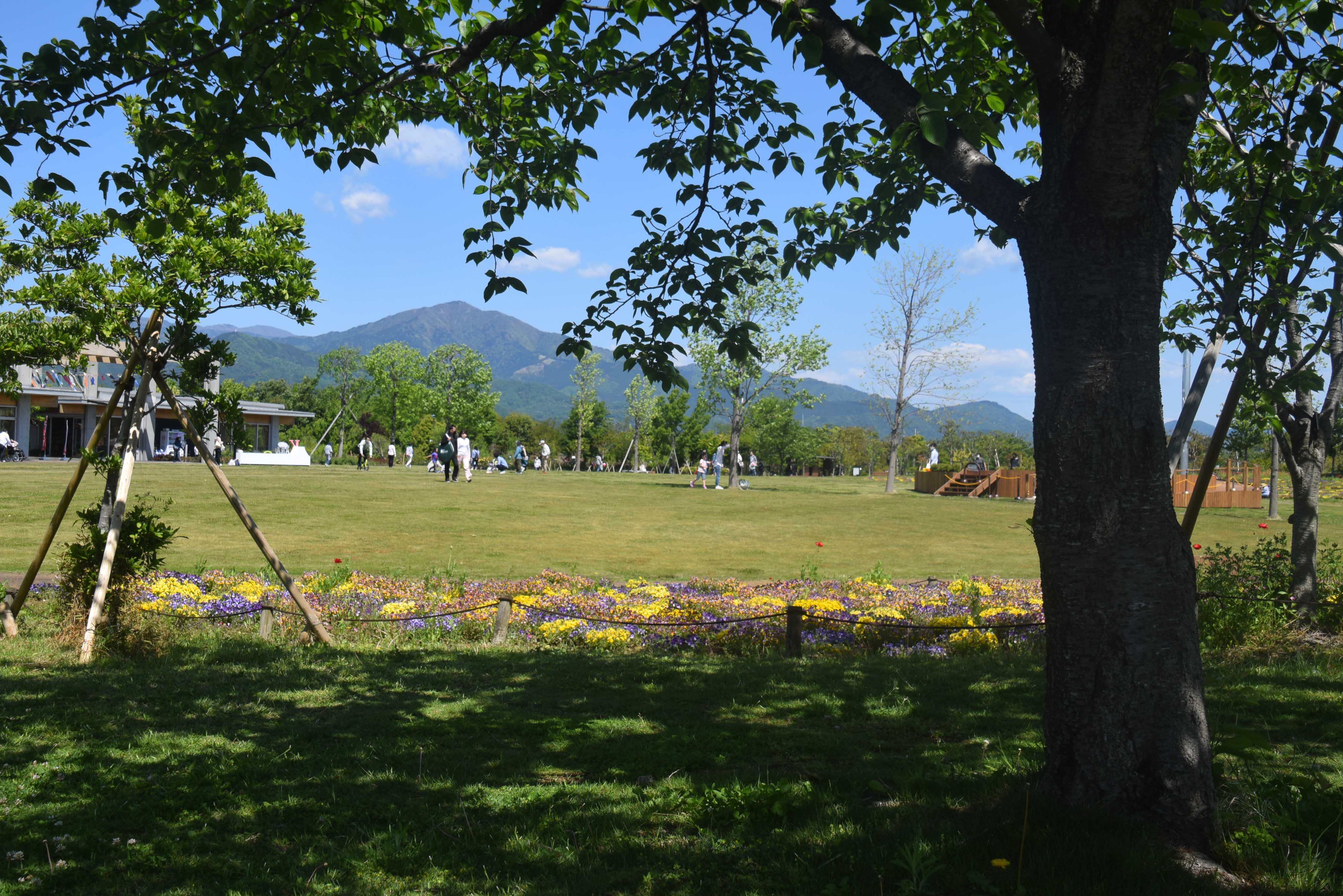
晴れた日には、間近（北）に丹沢山地とその大山が見え、．．．
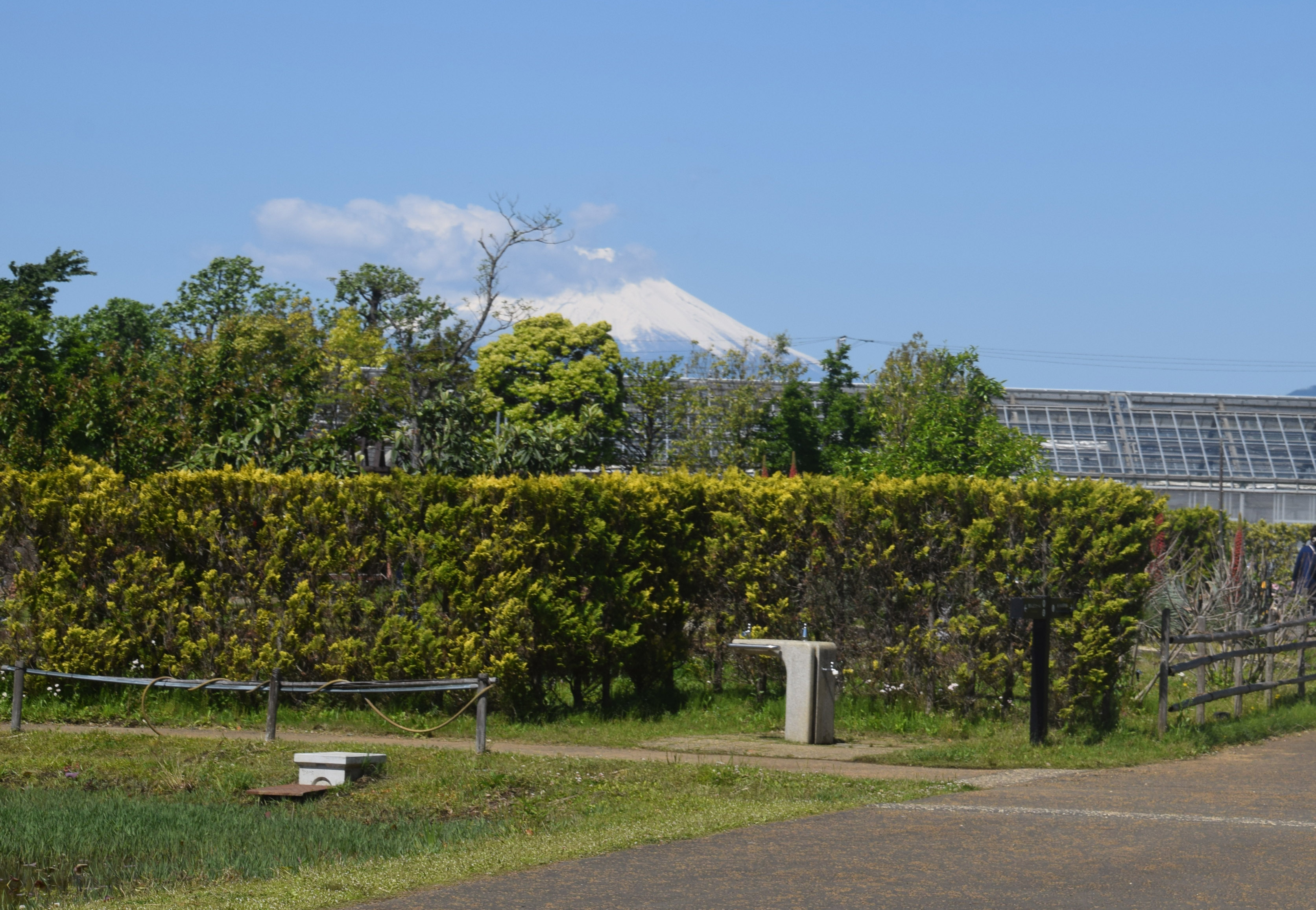
．．．遠く（西）に富士山も見える。
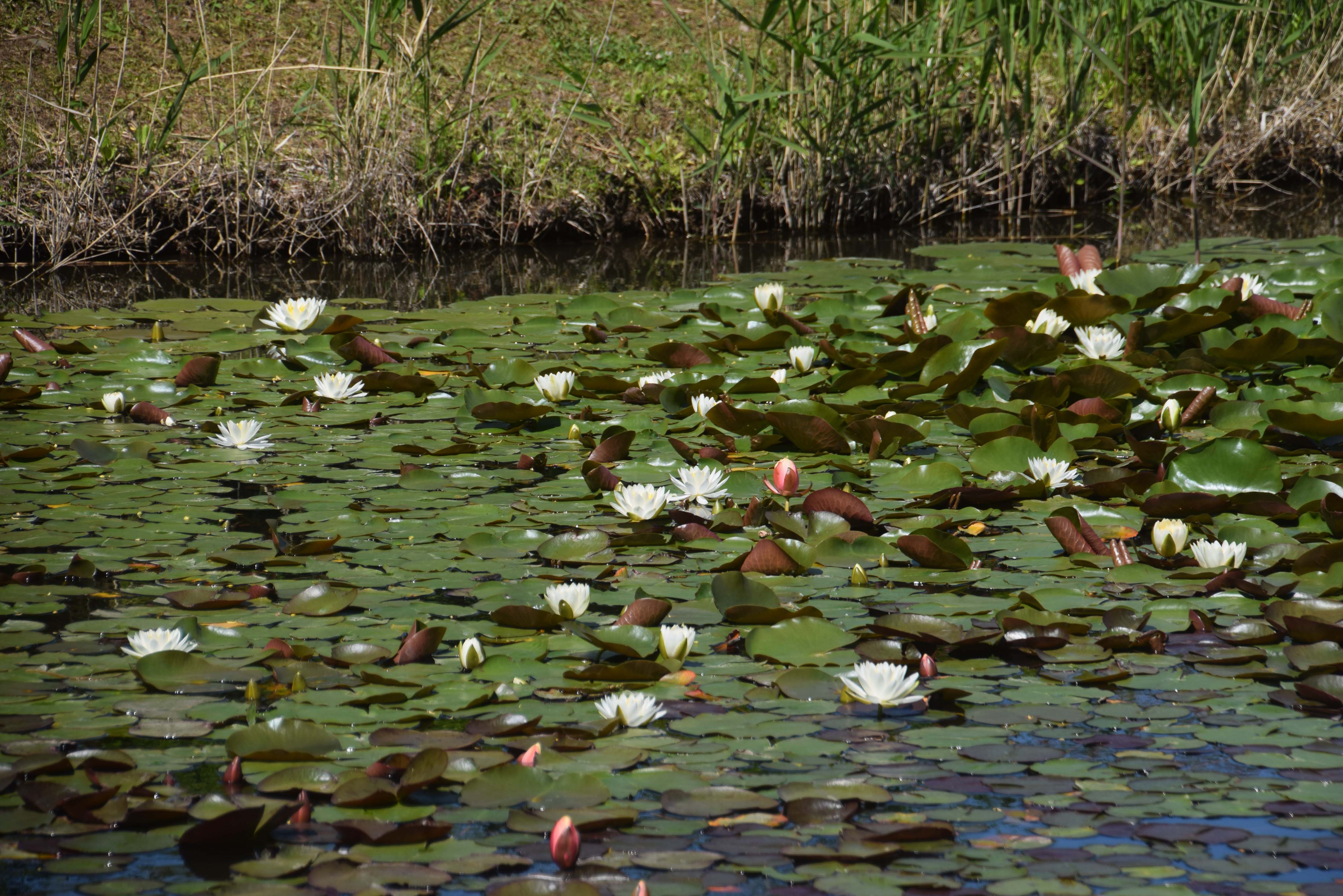
スイレンとハスの池
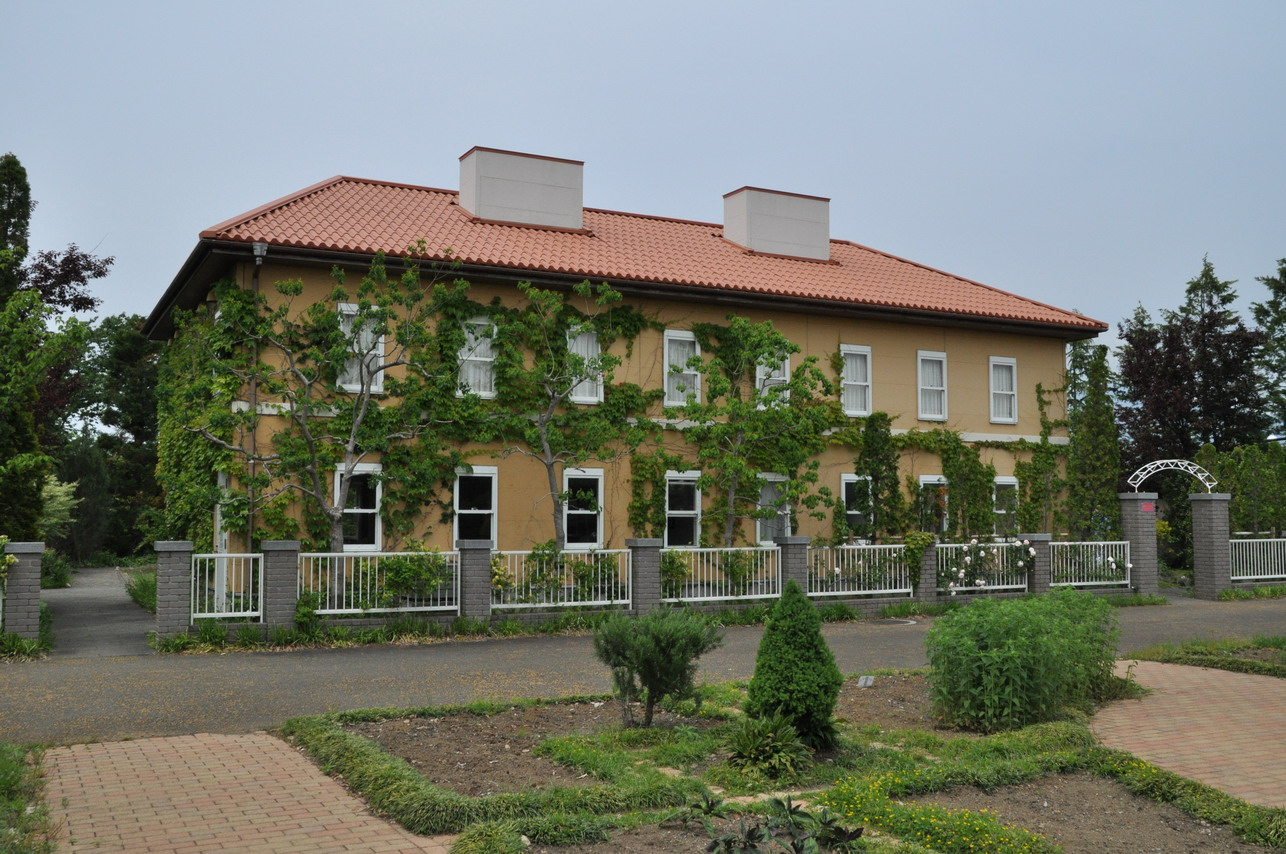
カレル・チャペックの家

## アクセス
- 小田原厚木道路の平塚インターチェンジ近く。
- JR平塚駅北口8番バス乗り場、もしくは小田急電鉄小田急秦野駅より1番バス乗り場よりバスに乗り、平塚支援学校前(旧:平塚養護学校前)で下車（所要時間はそれぞれ約20分、25分）後徒歩5分。[3]

## 付近
- 平塚インターチェンジ
- 神奈川県立平塚養護学校
- 平塚市金旭中学校
- 金田小学校